# Fehéregyháza
Fehéregyháza (románul Albești, 1924-ig Ferihaz, helyi ejtés szerint Feriaz, németül Weißkirch bei Schäßburg) falu Romániában, Erdélyben, Maros megyében. Fehéregyháza község központja.

## Fekvése
Segesvártól keletre, vele összeépülve, a Nagy-Küküllő bal partján fekszik.

## Nevének eredete
Fehér falú templomáról nevezték el. A román nyelvterületen máshol előforduló Albești helységnevet hivatalos névadással alkalmazták a településre, szótöve a román alb 'fehér' szó. Első írásos említései: Albae Ecclesie (1231), Feyereghaz (1315), Wyskyrch (1432).

## Története
Az Árpád-korban a mai falutól három kilométerre délre, egy hegy tetején egy földvár épült. 1270 körül székely lakosságát szászok váltották fel. 1449-ben kőből épült nemesi udvarházát említették. A 14. században ferences kolostora is volt, melyben 1535-ben 19 szerzetes élt. Ugyanekkor apácakolostor és beginaház tartozott hozzá. 1553-ban a falu új földesurával, a Haller családdal együtt protestánssá lett és 1556-ban a kolostort lebontották. A 16. század második felében a háborúkban és a pestisjárványokban szász lakossága elpusztult. 1603-ban itt táboroztak Székely Mózes hadai.
1610-ben Haller István katolikus hitre tért. Ő telepítette újra a falut román jobbágyokkal. 1643-ban Karánsebesről hozatott ferenceseket és újraalapította rendházát, I. Rákóczi György rendeletére azonban a szerzeteseknek nemsokára távozniuk kellett. 1662. január 19-én itt, Haller Pálnál szállt meg Kemény János, hogy Ibrahim Matts pasa hadait kiűzze Segesvárról. 22-ére ide hívta össze seregeit és innen is indult Nagyszőlősre.
1672-től, Apafi rendelete alapján a román parasztok a református papjának tartoztak dézsmát fizetni, aki a földesúri udvar által foglalkoztatott magyarokat gondozta. 1704-ben várkastélyát a császáriak átadták a kurucoknak. 1715-ben 57 jobbágy, 13 zsellér és 7 cigány családfőt számoltak össze, a parasztok 178 juhot, 98 ökröt és 97 tehenet birtokoltak. 1762-ben hat unitus családot vettek számba pappal és 102 ortodox családot templommal, de pap nélkül. 1720 és 1780 között a református parókia üresen állt. 1801-ben református egyháza egyesült a sárpatakival, hogy közösen eltarthassanak egy papot. 1835-ben Haller János és Kleisch Zsuzsanna esküvőjük előtt közösen áttértek a református vallásra és egyháza ezután indult ismét növekedésnek. 1820-ban a Czirakyana Conscriptio 113, román nevű jobbágycsaládot írt össze.

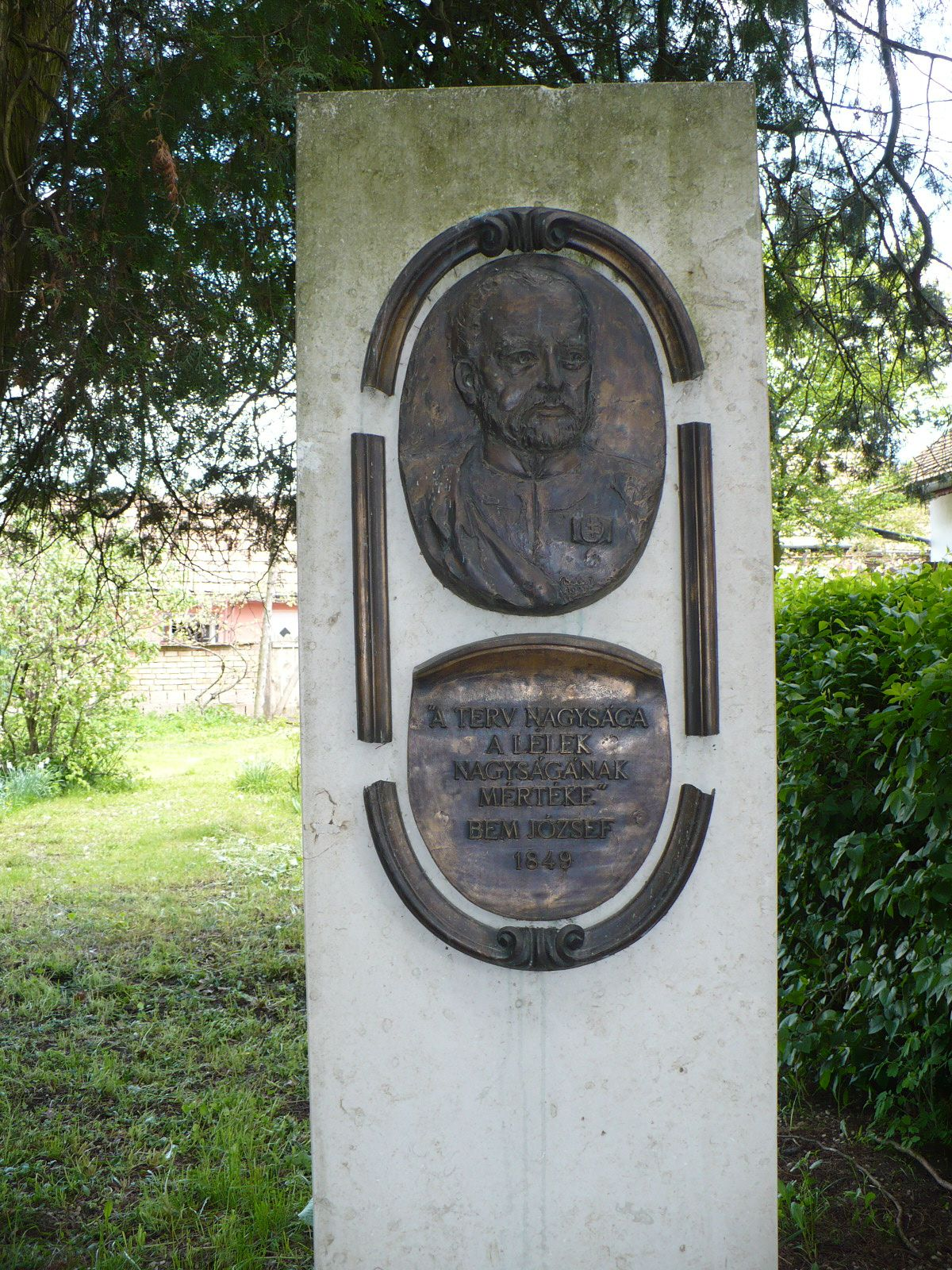
Bem apó emlékműve az obeliszk parkjában.

1848 októberében román lakói feldúlták a Haller-kastélyt és felgyújtották a templomot, majd a férfiak mindannyian csatlakoztak a közeli erdőkben táborozó, Vasile Moldovan vezette légióhoz. Október 27-én bosszúból a székely népfölkelők felgyújtották a falut, Haller Ferenc október és április között 22 parasztot végeztetett ki.
1849. július 31-én itt állt fel Bem József főserege. A segesvári csata délelőtt 11-kor indult magyar ágyúzással. A Livadia határrészben a magyarok visszaszorították az orosz gyalogságot, azonban azok erősítést kaptak, és az Ördög-patak völgyében több órás szuronyharc bontakozott ki. Délután öt órakor az oroszok mindkét szárnyon rohamozni kezdtek és oldalba támadták a magyar gyalogosokat. A magyarok visszavonultak, ráadásul felhőszakadás tört ki, és az oroszok bekerítették őket. Kb. 400 magyar honvéd esett el és 900 esett fogságba. Egyes beszámolók szerint Petőfi Sándort menekülés közben a Héjjasfalva felé vezető úton, az Ispánkút közelében szúrták le.

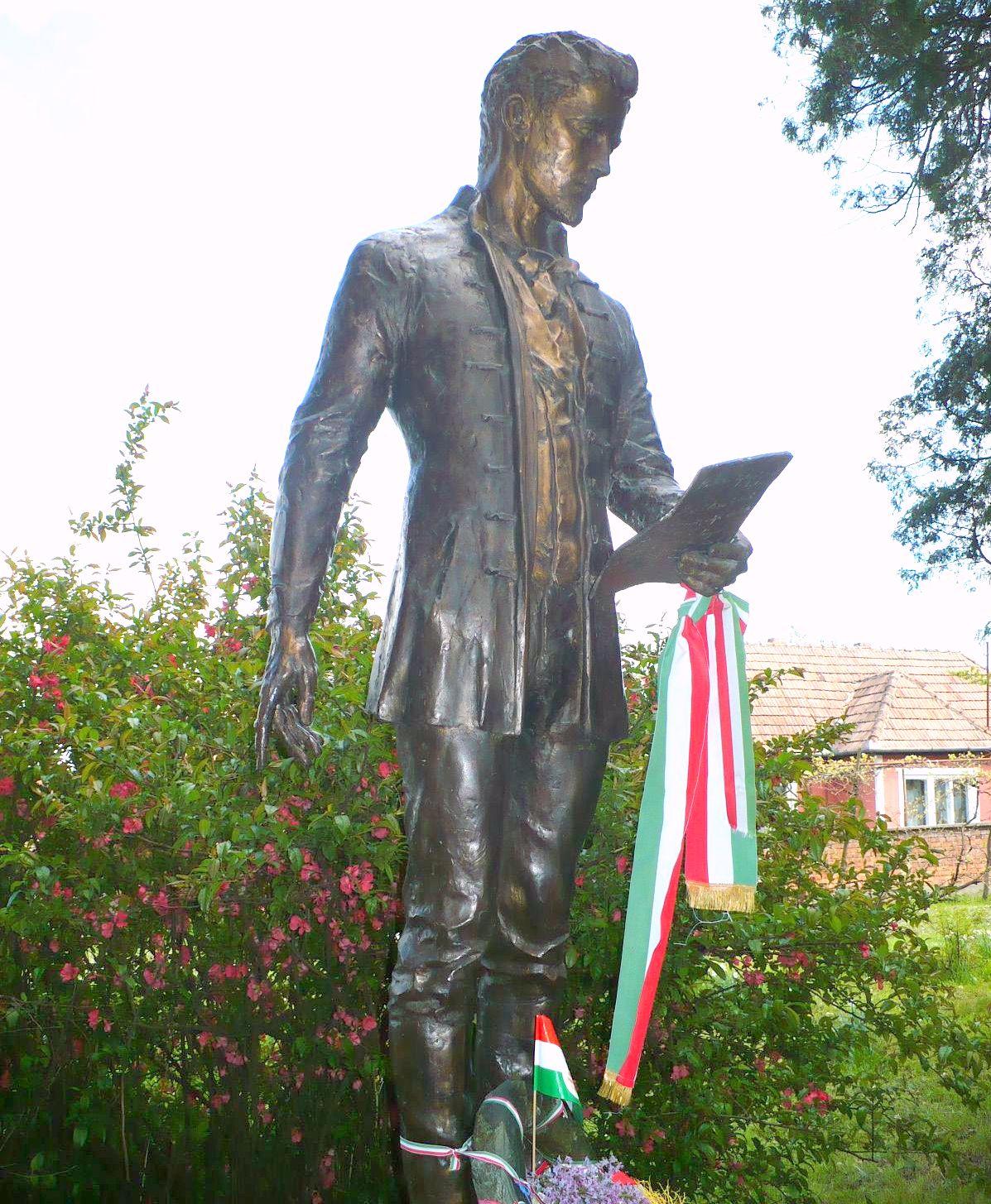
Petőfi szobra Fehéregyházán, a segesvári csata emlékművénél

A szabadságharc leverése után Haller Józsefet a Josephstadtba zárták, Haller Ferenc uradalmát pedig elkobozták.
1857-ben alapították ortodox és református népiskoláját. 1873-ban épült meg a vasút. 1875-ben az itt Haller Louise által nemesített és Bécsben bemutatott példányok hívták fel a világ figyelmét az erdélyi kopasznyakú tyúkfajtára. 1887-ben református egyháza a megalakuló segesvári egyházközség leányegyháza lett.
1890-re a Haller-birtok csődbe ment. 1892-ben a Siebenbürger Vereinbank 1380 holdat megvásárolt a birtokból és szász, illetve Zsombolya környéki sváb családokat telepített le rá. 1893-ban belviszály következtében a svábok, 1899–1900-ban az áradások miatt aztán a szászok is elköltöztek. A bank azonban újabb telepítési akcióba kezdett és 1899-ben 28 szász családot költöztetett be Küküllőmagyarósról, Cikmántorról, Szénaverősről, Fületelkéről és Hétúrról, a falu Héjjasfalva felé eső végébe.
Az ötvenedik évfordulón, 1899. július 31-én zajlott le az első, hagyományteremtő Petőfi-ünnepség, tízezer résztvevővel. Az érdeklődést a magyar közvéleménynek a „szász terjeszkedés”-től való riadalma is fokozta, de a résztvevők közül a legtöbben az itt házhelyet kapó székelyek rokonai voltak. A Haller-birtok másik darabját ugyanis az állam vásárolta meg és 1903–1905-ben nyolc mátisfalvi, nyolc székelyszenterzsébeti, öt agyagfalvi, öt kisújfalvi (Esztergom vármegye), négy etédi, két héjjasfalvi és egy kézdialbisi református magyar családot telepített le rá. 1910-ben ismét önállósult református egyháza. A magyar lakosságú Telep a falu déli részén, a vasút túloldalán alakult ki.
1899 és 1913 között azon erdélyi falvak közé tartozott, ahonnan a legtöbben vándoroltak ki Amerikába.
Kezdetben Fehér, majd Felsőfehér vármegyéhez, 1876-tól Nagy-Küküllő vármegye Segesvári járásához tartozott. 1906-ban kisközségből nagyközséggé alakult.
1946–1948-ban a korábban a református templom mellett a Küküllő felé folyó Sárpatakot keletebbre vezették.
1930-tól evangélikus iskola, a szocializmus alatt német óvoda működött. 1945-ben 39 szász férfit vittek kényszermunkára a Szovjetunióba. Az 1970-es–1980-as években szász lakossága kivándorolt Németországba. Az első falutalálkozójukat 1983-ban rendezték a Nürnberg melletti Herpesdorfban.
Az 1990-es évek közepén több száz, Segesváron kilakoltatott cigány települt le a falu szélén.

## Népessége
- 1850-ben 976 lakosából 683 volt román, 231 cigány és 62 magyar nemzetiségű; 914 ortodox és 61 református vallású.
- 1900-ban 1868 lakosából 1190 volt román, 248 magyar, 246 cigány és 184 német anyanyelvű; 1421 ortodox, 189 református, 165 evangélikus, 51 római katolikus, 19 unitárius és 18 görögkatolikus vallású.
- 2002-ben Fehéregyházi völggyel, Határpatakkal és Sárpataki völggyel együtt 3525 lakosa volt, közülük 2539 román, 726 magyar és 250 cigány nemzetiségű; 2688 ortodox, 506 református, 145 római katolikus, 75 unitárius és 41 adventista vallású.

## Látnivalók

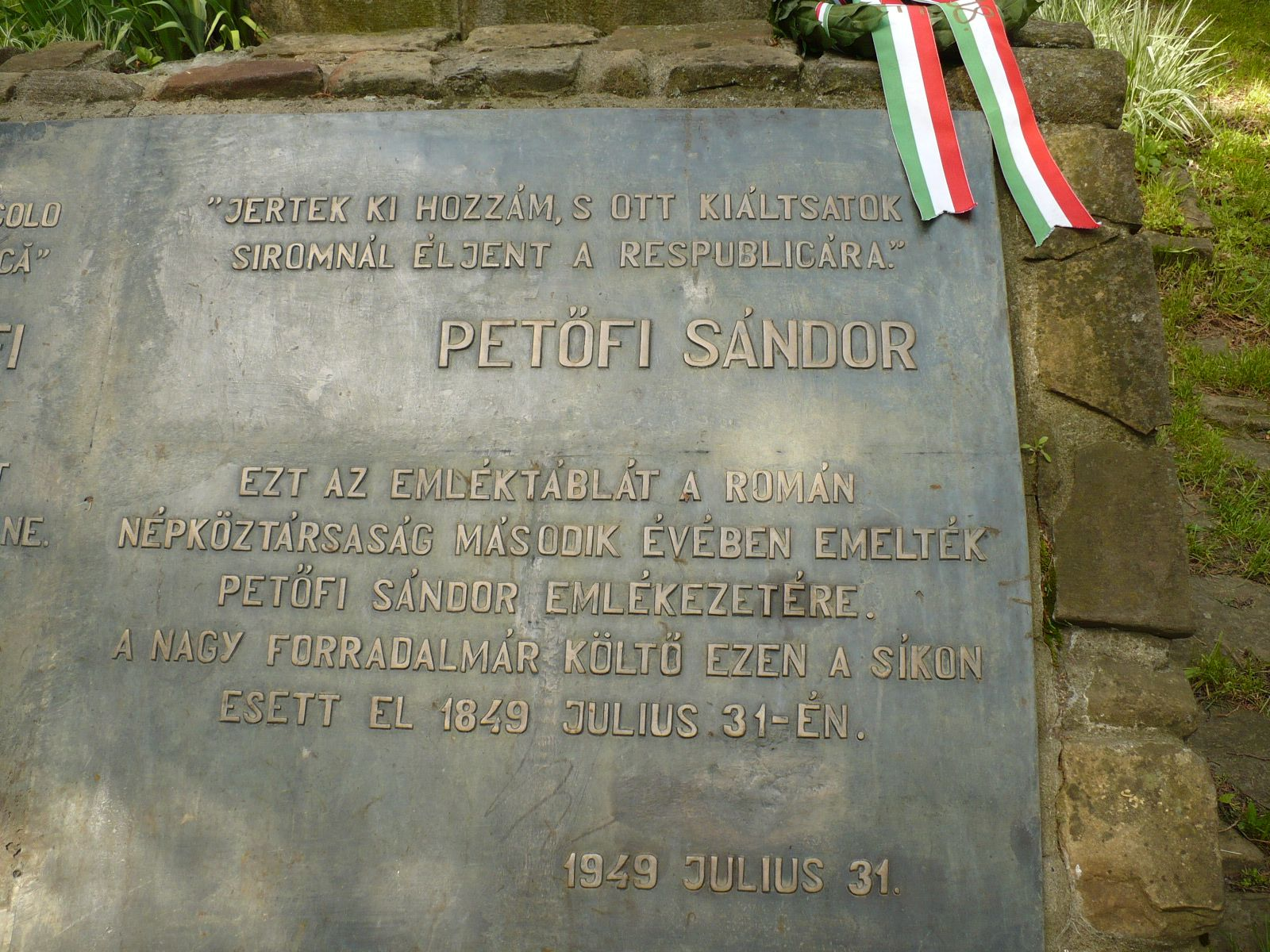
Magyar nyelvű szöveg a csata emlékművének szobortalapzatán

- A Petőfi-emlékmű az Ispánkútnál, a költő feltételezett elestének helyén, közvetlenül az országút mellett áll. 1969-ben állították föl, Hunyadi László alkotása.
- A 2000-ben felújított kis Petőfi-múzeumot Haller Louise grófnő alapította. 1916-ban Petőfi-ereklyéit elmenekítették a román hadsereg elől. 1918-ban a múzeumot megszüntették, 1940 és 1944 között az ünneplést is tiltották. 1945. július 29-én fényes ünnepségek csúcspontjaként nyitották meg ismét. A Segesvárról idáig tartó menetben részt vettek a román kormány prominens tagjai, a magyar írók képviseletében pedig Illyés Gyula, Kárpáti Aurél és Gergely Sándor. Ezután az évenkénti hivatalos ünnepségek hagyománya csak 1987-ben szakadt meg, amikor ismét betiltották a megemlékezést. 1998-ban a múzeum gondozását a helyi Petőfi Sándor Művelődési Egyesület vette át. Kertjében Petőfi és Bem újabban fölállított szobra áll.
- A falu szélén, az országúttól 3 km-re délre, egy kis dombon áll a csatában elesett honvédek turulmadaras obeliszkje, valószínűleg a költő is alatta nyugszik. A tömegsír helyét Haller Ferenc 1867-ben bekerítette és ő ültetett köré hársfákat. Az emlékművet 1887–1888-ban Alpár Ignác, a tetején lévő turult 1897-ben Köllő Miklós készítette. A csata színhelyét 1900-ban a magyar állam vásárolta meg nyilvános árverésen Haller Louise-tól.
- A segesvári határban, az erdőszélen áll a csatában elesett Grigorij Jakovlevics Szkarjatyin orosz vezérezredesnek fekvő oroszlános síremléke.
- A református templom 1440-ben épült, gótikus stílusban, a 15. században ez volt a ferencesek kolostortemploma. 1721-ben Bethlen Kata javíttatta. 1994-ben restaurálták. Falán Szabó T. Attila emléktábláját Kós András készítette és 1996-ban avatták föl.

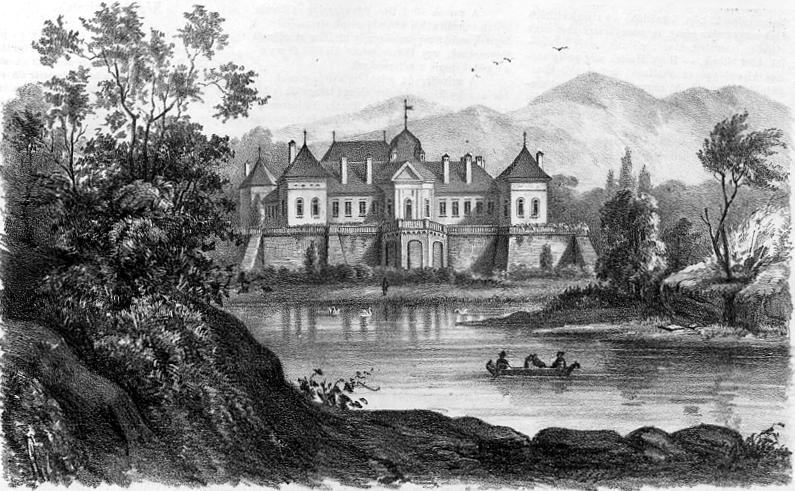
Az egykori kastély (1863)

- A református lelkészlak a 19. században épült, 1910-ig ispáni lakás volt.
- Az egykori várkastélyból ma már csak az 1816-ban emelt (sátorteteje későbbi), 1998-ban felújított emeletes gloriett látható. A kastély a falu közepén állt és a 17. század első harmadában Haller János és István építtette. Később a Sárpatak egykori völgye és az országút (a mai Str. Lungǎ/Hosszú u.) által alkotott háromszögben parkot alakítottak ki, tóval és üvegházzal. A szabadságharc után Haller Ferenc 1870-re helyrehozta a parkot, állatkertet hozott létre benne, faiskolát alapított és gyümölcsöt nemesített. A kastély fokozatosan dőlt romba és az 1950-es évekre legnagyobb részét már elbontották.
- Evangélikus temploma 1813-ban épült és eredetileg a Hallerek háromszintes csűre volt. 1906-ban a szász telepesek számára alakították át templommá és látták el huszártoronnyal.
- Római katolikus kápolnáját 1969-ben emelték a Monostordombon, az egykori ferences kolostor helyén. Az 1960-as–1970-es években 50-60, főleg magyar család települt át Sárpatakról, ők alapították újra katolikus egyházát.
- Az unitárius templom 1993 és 1999 között épült.
- Jellegzetes 19. századi parasztházak a főút (Str. Lungǎ) 70. és 151. számú, jellegzetes telepesházak a Telepes utca 15. és 24. számú épületei.

## Gazdasága
- Üveg- és fajanszgyár. Fajanszgyár már az 1900-as években is működött a településen. A mai gyárat 1957–1961-ben alapították.
- A zománcedénygyár 1978-ban jött létre.
- Az 1942-ben alapított lenfeldolgozó mára rommá vált, de a településen működik egy textilüzem.

## Híres emberek
- 1717–1719-ben és 1720–1722-ben itt élt Bethlen Kata.
- 1816-ban a kastély vendége volt Kazinczy Ferenc és Döbrentei Gábor.
- Itt született 1818. július 12.-én Haller József 1848-as szabadságharcos.
- Itt született 1871-ben Wilhelm Hermann evangélikus lelkész, író.
- 1872-től haláláig, 1876-ig itt volt lelkész Georg Bertleff.
- A kastély déli bástyájában született 1906. január 12-én Szabó T. Attila nyelvész, művelődéstörténész. Apja, Szabó T. Károly a telepítést lebonyolító hivatalnok volt. A következő évben, Szabó T. Károly halála után a család visszaköltözött Désre.
- Itt született 1923. február 13-án Siposs Árpád, a nagyenyedi Bethlen Kollégium matematikatanára.
- Itt született 1934. december 22-én Michael Kroner történész.